# 조이 트래볼타

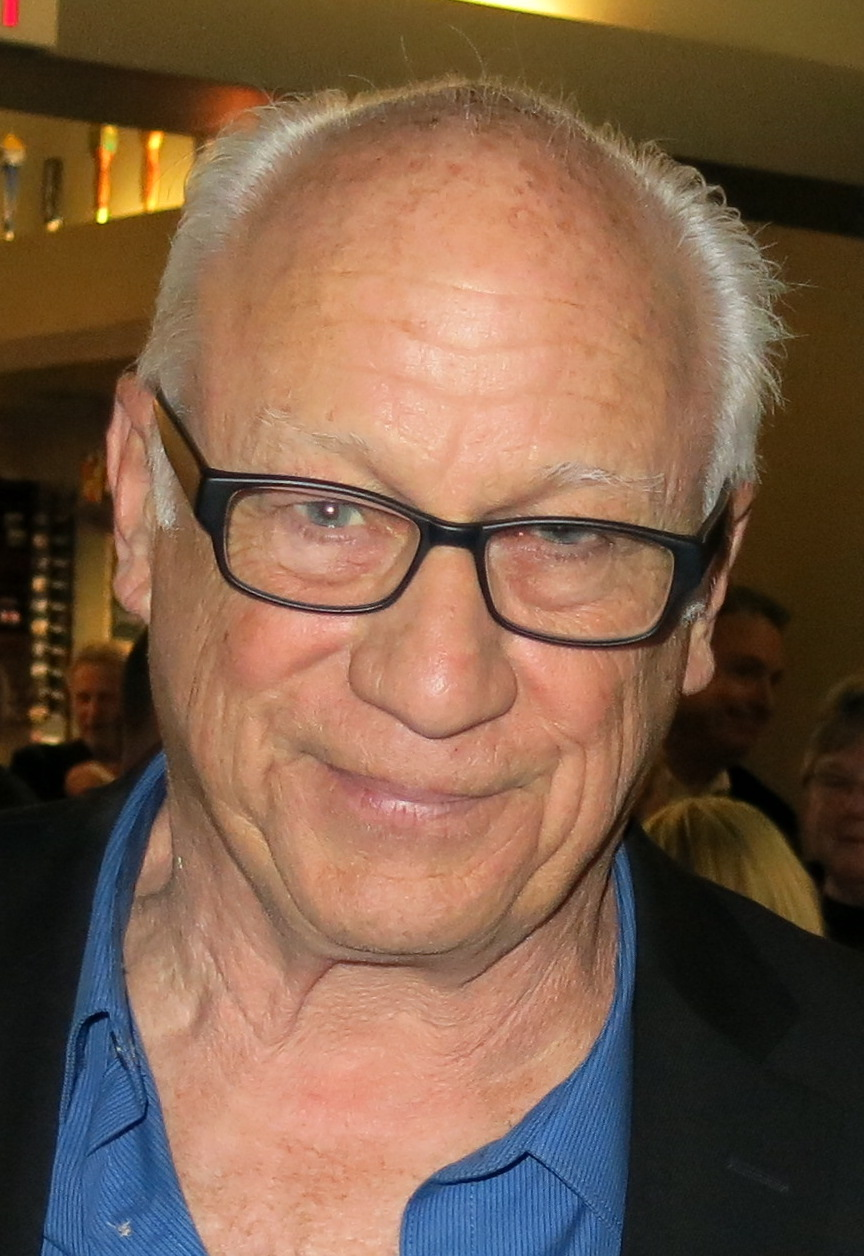
조이 트래볼타

조지프 앤서니 "조이" 트래볼타(영어: Joseph Anthony "Joey" Travolta, 1950년 10월 14일 ~ )는 미국의 영화 배우, 영화 각본가, 영화 프로듀서이다.

## 생애
뉴저지주 잉글우드에서 샐버토어 트래볼타와 헬렌 세실리아 트래볼타 부부의 딸로 태어났다. 조이 트래볼타에게는 엘런 트래볼타, 마거릿 트래볼타, 존 트래볼타 남매가 있다. 샐버토어 트래볼타는 세미 프로 축구 선수로 활동한 다음에 타이어 판매원으로 근무했다. 헬렌 트래볼타는 라디오 보컬 그룹인 선샤인 시스터스(The Sunshine Sisters)에서 배우, 가수로 활동했고 나중에 드라마 코치, 배우, 학생 프로덕션의 감독으로 활동했다.
웨스트버지니아주에 위치한 셰퍼드 대학교를 졸업한 다음에 패터슨 주립 대학(현재의 윌리엄 패터슨 대학교)에서 특수교육 학위를 받았다. 1978년에 카사블랑카 레코드에 녹음 전문 가수로 활동하면서 가수 경력을 시작했으며 1980년대에 방송된 텔레비전 쇼 《사이먼 앤 사이먼》에서 게스트로 참여했다. 존 랜디스 감독과 함께 여러 장편 영화 프로젝트에 참여했고 1989년에는 영화 《디바 라스베이거스》의 각본, 감독을 담당했다.
1991년에는 영화 《다빈치의 전쟁》을 제작하고 주연을 맡았으며 1995년에는 영화 《LA 커넥션》에 출연했다. 연기 및 디지털 영화 제작을 통해 학생들에게 영화 제작에 대한 자부심, 자신감 및 창의성을 형성하도록 유도하는 한편 2007년에는 영화 제작 과정에서 특별한 도움이 필요한 개인을 대상으로 하는 교육을 진행하는 회사인 인클루션 필름을 설립했다.